# 艾麗西亞水珍魚
艾麗西亞水珍魚，為輻鰭魚綱水珍魚目水珍魚科的其中一種，為熱帶海水魚，分布於東太平洋區，從尼加拉瓜至秘魯海域，水深90-300公尺，體長可達15公分，棲息在底層水域，成小群活動，以甲殼類為食，生活習性不明，可做為食用魚。

## 扩展阅读
維基物種上的相關：艾麗西亞水珍魚